# Костянтинова Ксенія Семенівна
Ксенія Семеновна Константинова ( рос. Ксения Семёновна Константинова; 18 квітня 1925 — 1 жовтня 1943) — лікар Червоної Армії в часи Другої світової війни, 4 червня 1944 року посмертно отримала звання Героя Радянського Союзу .

## Цивільне життя
Константинова народилася 18 квітня 1925 року в українській родині в селі Лубни (Лубенський район, Полтавська область України). У 1937 році Ксенія разом із двома молодшими братами стала свідками того, як НКВС арештував їхнього батька, Семена Григоровича, вчителя початкових класів, за звинуваченням за статтею 58 за неправдивим звинуваченням колег. Оскільки їхнього батька засудили до п’яти років ув’язнення як ворога народу, Ксенію, а також її братів і сестер вважали дітьми ворога народу. Вона довго прагнула позбутися цього статусу, знаючи, що батько не винен. Тим часом їхня мати Аріна Семенівна сама залишилася виховувати трьох дітей. Після закінчення сьомого класу в 1940 році Ксенія вступила до Липецького фельдшерсько-акушерського училища, яке закінчила в 1942 році, працюючи в госпіталі села Трубетчино, де добре себе зарекомендувала. Ксенія бажала допомогти підтримати військові зусилля на скільки це було можливо. В 1943 році вона втекла з дому, щоб приєднатися до армії як медик, залишивши записку для матері, в якій пояснювала, що вона змушена піти на фронт.   

## Військова кар'єра
Ксенії ще не виповнилося 18 років, коли на початку 1943 року вона пішла добровольцем в армію. Спочатку Костянтинова була направлена до стрілецької навчальної бригади в Приволзький військовий округ. У травні була відправлена на фронт, як медик у 730-му піхотному полку 204-ї піхотної дивізії, сформованої з її навчальної бригади. Ксенія швидко застосувала свою медичну підготовку, щоб допомоги пораненим солдатам. У липні під час запеклих боїв у районі Курська, які врешті-решт змусили ворогів відступити на 30 кілометрів, у розпалі бою Ксенія Костянтинова врятувала десятки поранених бійців, за що була нагороджена своєю першою бойовою нагородою — медаллю «За бойові заслуги» . Під час бою за Курську дугу її довелося ненадовго госпіталізувати через струсу мозку, але незабаром вона повернулася до бою. 25 липня 1943 року її дивізія була виведена в резерв перед реорганізацією у складі 43-ї армії на Калінінському фронті . Незабаром дифізія почала діяти під час наступу на місто Демидов, звідки вони змогли вигнати німецькі війська до 21 вересня (лише через тиждень після початку операції). Згодом 1 жовтня її батальйон зазнав важких втрат у бою за село Шатилове, а також у Смоленську. Під час бою Костянтинова евакуювала свого командира батальйону Івана Клевакіна через тяжке поранення в бою; згодом вона знову повернулася в зону бойових дій, щоб допомогти іншим пораненим солдатам. Під час того, як Ксенія надавала першу допомогу, формування з приблизно 100 німецьких солдатів проникло на радянські позиції і оточити їх, щоб відкрити вогонь з кулеметів, цим вони змусили Костянтинову самотужки захищати візок поранених солдатів. Вона робила все що було в її силах, щоб захистити поранених солдатів, які перебували під її опікою. Перш ніж отримати поранення голови, від якого Ксенія втратила свідомість, вона вбила дванадцять ворожих солдатів. Після того, як нацисти взяли її в полон, дівчина відмовилася надати будь-яку інформацію про характер радянських військових операцій у цьому районі, за що її жорстоко катували, а потім закололи й пришпилили колом до землі. Тіло Ксенії Констянтинової знайшли наступного дня її однополчани, які віддали їй повні військові почесті під час поховання. 9 жовтня 1943 року її посмертно висунули до звання Героя Радянського Союзу, яке було присвоєно наступного року.  

## Нагороди та визнання

### Нагороди
- Герой Радянського Союзу (4 червня 1944 р.)
- Орден Леніна (4 червня 1944 р.)
- Медаль «За бойові заслуги» (27 липня 1943 р.) [6]

### Пам’ятні знаки та відзнаки
- Константіновій присвячена пісня Ернста Манвеляна «Сестра милосердя», яка згодом була адаптована у музичну п’єсу, що зображує її життя і смерть у бою.
- Її портрет знаходиться на площі Героя Ліптеська та на меморіальній дошці фельдшерської школи, де вона навчалася; Меморіальні дошки, присвячені їй, також є в Єлецькому та Смоленському медучилищах.
- Її ім’я носять міська площа в Липтеську та вулиця в рідному місті.

## Дивіться також
- Список жінок-героїв Радянського Союзу
- Тетяна Барамзіна
- Олена Стемпковська